# Blauwgrond
Blauwgrond traducido literalmente como tierra azul, es un ressort, en holandés ressort, ubicado en Paramaribo, la capital de Surinam, está ubicado en el extremo oriente del distrito y es el más grande de los ressorts capitalinos con 43 km² y una población de 28.436 habitantes.